# EWB (motorfietsmerk)
EWB is een Australisch historisch merk van motorfietsen.
Dit merk uit het begin van de 20e eeuw, produceerde motorfietsen waarin JAP-V-twin-motorblokken werden gebouwd.
Australië had in deze periode geen motorfietsproductie van enige betekenis. In het beste geval kwam men tot productie van eigen frames waarin Britse of soms Amerikaanse motorblokken werden gehangen. Meestal assembleerde men complete, in onderdelen aangeleverde machines uit deze landen.